# Edouard De Latour
Pour les articles homonymes, voir Latour.
Edouard De Latour, né à Bruxelles, le 30 mars 1816 et mort à Schaerbeek le 24 mai 1863, est un peintre miniaturiste et aquarelliste belge, connu pour ses portraits et son titre de peintre du roi Léopold Ier.
Ses œuvres sont conservées aux Musées royaux des Beaux-Arts de Belgique, au Musée royal des Beaux-Arts d'Anvers et dans les  Collections royales des Pays-Bas.

## Biographie

### Famille
Edouard (Edouard Joseph Marie) De Latour, né rue du Persil no 515 à Bruxelles, le 30 mars 1816, est le fils du peintre miniaturiste Alexandre De Latour (1780-1858) et de Pauline Marie Cantineau ou parfois erronément Contineau (morte à Bruxelles  en 1834) qui s'étaient marié à Bruxelles en 1810. 
Edouard De Latour est resté célibataire.

### Formation
Élève de son père, Edouard De Latour expose dès l'âge de 14 ans au Salon de Bruxelles de 1830.

### Carrière
Edouard De Latour participe à dix-sept salons triennaux belges, dont le Salon de Bruxelles de 1836, où il obtient une médaille d'argent et le Salon de Bruxelles de 1854, récompensé par une médaille d'or. À trois reprises, il envoie des œuvres à l'Exposition des maîtres vivants aux Pays-Bas (1840, 1841 et 1849), puis au Salon de Paris de 1855.
Edouard De Latour réalise, en 1851, une miniature de la défunte reine Louise qu'il offre au roi des Belges. Peu après, il devient peintre en miniature du roi Léopold Ier,. En 1856, il collabore avec l'atelier photographique de Louis-Joseph Ghémar à Bruxelles. En 1859, son portrait du défunt roi des Pays-Bas lui vaut la reconnaissance du nouveau souverain, Guillaume III, qui l'élève au rang de chevalier de l'ordre de la Couronne de chêne.
Edouard De Latour meurt, célibataire, à l'âge de 47 ans, rue Saint-Paul no 18 à Schaerbeek le 24 mai 1863. Ses funérailles ont lieu trois jours plus tard à l'église royale Sainte-Marie.

## Œuvre

### Caractéristiques

Portrait du peintre Eugène de Block par Edouard De Latour (vers 1855) au Musée royal des Beaux-Arts d'Anvers.

Son champ pictural couvre essentiellement les portraits miniatures, de même que les scènes de genre. Dans ce dernier domaine, il fait parfois appel aux collaborations de confrères, comme Eugène Verboeckhoven qui dessine un épagneul dans Un rendez-vous exposé au Salon de Bruxelles de 1839.
Ses miniatures, parfois réalisées sur ivoire, rencontrent le succès grâce à leur délicatesse. La famille royale belge apprécie le travail de l'artiste connu pour la ressemblance de ses portraits.
Au Salon de Bruxelles de 1848, le peintre et critique français Jean Guillaume Antoine Luthereau estime qu'Edouard De Latour soutient l'art de la miniature belge et qu'il est en grand progrès. Sa manière est distinguée, en dépit d'un peu de mollesse et d'un manque de soin dans le dessin des mains. Ses meilleurs miniatures sont celles représentant un jeune homme élégamment drapé dans un manteau, et une charmante femme coiffée comme l'Alboni. Ses épingles sont également d'une grande délicatesse.

### Expositions

#### Belgique
- Salon de Bruxelles de 1830 : Un dessin à l'estompe et crayon représentant des enfants jouant ) Colin-Maillard et Le Portrait de l'auteur (dessin)[5].
- Salon de Gand (XVI) de 1835 : Un vieillard lisant le journal et Portrait à l'aquarelle de M.*[12].
- Salon de Bruxelles de 1836 : Cadre renfermant des miniatures et Cadre renfermant des portraits à l'aquarelle et à la mine de plomb (médaille d'argent)[13].
- Salon d'Anvers de 1837 : Un cadre renfermant des miniatures et Un cadre renfermant des portraits à l'aquarelle[14].
- Salon de Gand (XVII) de 1838 : Una madone en prières, Portrait, Copie d'un portrait de van Dyck et La Vierge en prières[15].
- Salon de Bruxelles de 1839[10] : 
  - Un rendez-vous (l'épagneul dans ce tableau est peint par Eugène Verboeckhoven),
  - Un artiste dans son atelier,
  - Une paresseuse,
  - Un cadre renfermant des miniatures, dont une copie d'après van Dyck.
- Salon de Bruxelles de 1842 : Cadre contenant des miniatures[16].
- Salon de Bruxelles de 1848 : Cadre renfermant des miniatures et Cadre renfermant des portraits[17].
- Salon de Bruxelles de 1851 : Un cadre contenant six miniatures[18].
- Salon d'Anvers de 1852 : Un cadre renfermant trois portraits[19].
- Salon de Gand (XXII) de 1853 : Portrait (miniature)[20].
- Salon de Bruxelles de 1854 : Portrait (miniature), L'Attente, Un escalier dérobé du Louvre sous Catherine de Médicis et Bohémiens(médaille d'or)[21].
- Salon d'Anvers de 1855 : Portrait d'un jeune homme, Portrait d'une dame âgée et Portrait d'une jeune dame et de son fils[22].
- Salon de Gand (XXIII) de 1856 : Portrait de Mr P.H., paysage peint par Martinus, Portrait de Mme E. De B. (miniature et L'Appel[23].
- Salon de Bruxelles de 1857 : cadre contenant deux miniatures, Chasse aux loups, Un rendez-vous, Souvenir du bal donné par S.A.R. Monseigneur le duc de Brabant et Le Gardien[24].
- Salon d'Anvers de 1858 : cadre contenant deux portraits miniatures, Jeune page, la jalousie, Jeune saltimbanque, L'Appel et Portrait de M. A. de L.[25].
- Salon de Gand (XXIV) de 1859 : Deux portraits (miniatures) et Jeune châtelaine avec son page[26].
- Salon de Bruxelles de 1860 : Portrait de M.V.H.[27].

#### France
- Salon de Paris de 1855 : Portrait de M. de Block[6].

#### Pays-Bas
- Exposition des maîtres vivants de Rotterdam de 1840 : Deux jeunes musiciennes, Une jeune femme au balcon, Une madone en prière (miniature) et Une lecture de vieillard[7].
- Exposition des maîtres vivants de La Haye de 1841 : une liste de miniatures et trois portraits[7].
- Exposition des maîtres vivants de La Haye de 1849 : un portrait miniature[7].

### Collections muséales
- Musées royaux des Beaux-Arts de Belgique (Bruxelles) : Portrait du peintre-sculpteur Victor Van Hove (1860), aquarelle rehaussée de gouache sur ivoire, inventaire no 1536, format 22,5 × 15,5cm, legs de l'artiste en 1863[28].
- Musée royal des Beaux-Arts d'Anvers, Portrait du peintre Eugène de Block (1855), huile sur papier, format 16 × 11,9cm, inventaire no 1209, don de Stéphanie Dielmans, veuve d'Eugène de Block en 1893[29].
- Collections royales des Pays-Bas : trois miniatures, datées de 1842, représentant respectivement le prince héritier Guillaume des Pays-Bas , la princesse Sophie de Nassau et le roi Guillaume II[30].

## Honneurs
- Chevalier de l'ordre de Léopold (13 décembre 1862)[31].
- Chevalier de l'ordre de la Couronne de chêne, Pays-Bas, 11 novembre 1859[4].